# Gilbert-Sinton Historic District
Koordinaten: 39° 7′ 9″ N, 84° 29′ 37″ W

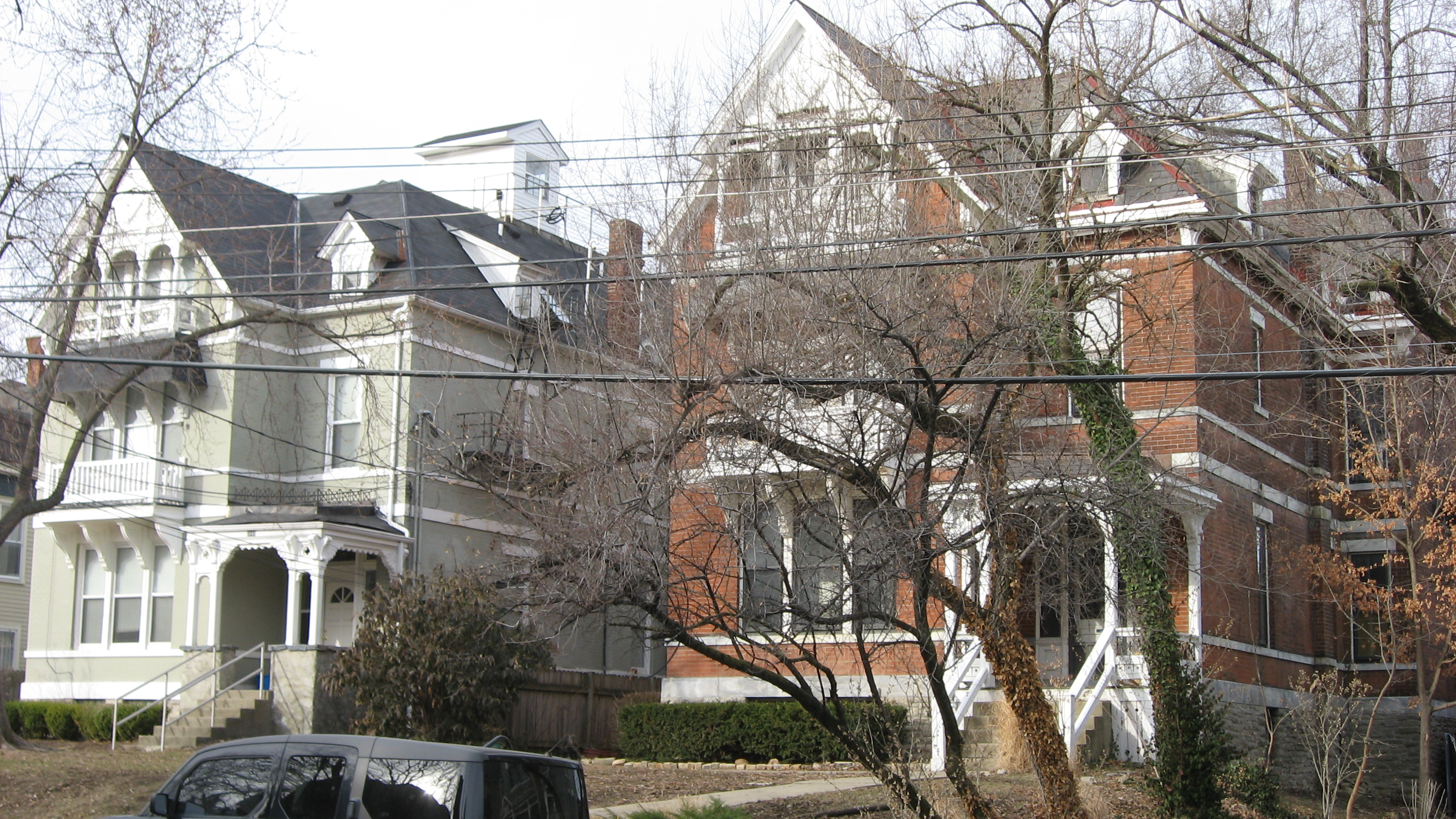
Häuser an der Sinton Avenue

Der Gilbert-Sinton Historic District ist ein Gebiet im südlichen Teil von Walnut Hills, einem Stadtviertel von Cincinnati in Ohio, Vereinigte Staaten. Der Distrikt bildet ein Dreieck mit einer Fläche von etwas mehr als 13 Acre (rund 5 Hektar). Er wird in etwa begrenzt durch die beiden kleineren Wohnstraßen Morris Street und Sinton Avenue sowie die wesentlich größere Gilbert Avenue, die hier sowohl als U.S. Route 22 als auch als State Route 3 ausgewiesen ist. Die Morris Street bildet nicht nur die südliche Grenze des historischen Distrikts, sondern bildet die Nordgrenze des ausgedehnten Eden Park.
Der größte Teil des Distriktes wurde durch eine kleine Gruppe von Bauunternehmern geschaffen, die jeweils miteinander zusammenarbeiteten. Deswegen wurde keines der heute im Distrikt vorhandenen Bauwerk vor 1880 gebaut, und nur wenige Bauwerke entstanden nach der Wende zum 20. Jahrhundert. Des Weiteren ist die Architektur des Distriktes relativ homogen. Die meisten der Gebäude sind große Wohnhäuser, die für wohlhabende Bewohner errichtet wurden, wobei die Architekturstile Queen Anne Style und Shingle Style überwiegen und die Außengestaltung ähnlichen Mustern folgt.
In den Anfangsjahren seiner Existenz bot das Gebiet um Gilbert und Sinton Avenue seinen Bewohnern zahlreiche Annehmlichkeiten. Als der Öffentliche Nahverkehr das Stadtviertel erreichte, verlief die erste Trasse entlang der Sinton Avenue und Cincinnatis erste Kabelstraßenbahnstrecke verlief über die Gilbert Avenue.  Die Stadtviertel entlang dieser Strecke wuchsen rasch, wovon Gilbert-Sinton keine Ausnahme darstellte. Noch heute sind die Auswirkungen dieser frühen Verkehrslinien im Stadtviertel erkennbar.
1983 wurde Gilbert-Sinton zu einem Historic District erklärt und in das National Register of Historic Places aufgenommen. 87 der 90 Bauwerke innerhalb der Grenzen des Distriktes gelten als beitragend zu dessen historischen Wert. Unter diesen sind die Gilbert Row an der Gilbert Avenue und ein Paar von Bauwerken an der Morris Street, die unter dem Namen Madam Fredin’s Eden Park School and Neighboring Row House bekannt sind, die bereits 1982 bzw. 1979 eigenständig in das National Register aufgenommen wurden.

## Belege
1. 1 2 3  Gilbert-Sinton Historic District, City of Cincinnati. Abgerufen am 7. Februar 2012 (englisch)
2. 1 2 3 4  National Register Information System. In: National Register of Historic Places. National Park Service, abgerufen am 9. Juli 2010 (englisch).
3. ↑  DeLorme. Ohio Atlas & Gazetteer.  7. Auflage  Yarmouth: DeLorme, 2004, 74.  ISBN 0-89933-281-1.
4. 1 2 3 4 5  Lorrie K. Owen (Hrsg.): Dictionary of Ohio Historic Places.  Vol. 1.  St. Clair Shores. Somerset, 1999, S. 603–604.
5. ↑   National Register District Address Finder (Memento des Originals vom 28. September 2013 im Internet Archive)  Info: Der Archivlink wurde automatisch eingesetzt und noch nicht geprüft. Bitte prüfe Original- und Archivlink gemäß Anleitung und entferne dann diesen Hinweis., Ohio Historical Society. Abgerufen am 7. Februar 2012.